# Stiliana Nikolova
Stiliana Nikolova (en búlgaro: Стилияна Николова; El Cairo, 22 de agosto de 2005) es una deportista búlgara que compite en gimnasia rítmica, en la modalidad individual.
Ganó seis medallas en el Campeonato Mundial de Gimnasia Rítmica, en los años 2022 y 2023, y trece medallas en el Campeonato Europeo de Gimnasia Rítmica entre los años 2022 y 2025.

## Palmarés internacional
| Campeonato Mundial | Campeonato Mundial | Campeonato Mundial | Campeonato Mundial  |
| Año                | Lugar              | Medalla            | Prueba              |
| ------------------ | ------------------ | ------------------ | ------------------- |
| 2022               | Sofía (Bulgaria)   | Medalla de plata   | Aro                 |
| 2022               | Sofía (Bulgaria)   | Medalla de plata   | Mazas               |
| 2022               | Sofía (Bulgaria)   | Medalla de plata   | Cinta               |
| 2022               | Sofía (Bulgaria)   | Medalla de bronce  | Concurso individual |
| 2023               | Valencia (España)  | Medalla de oro     | Equipo              |
| 2023               | Valencia (España)  | Medalla de bronce  | Pelota              |
| Campeonato Europeo |                    |                    |                     |
| Año                | Lugar              | Medalla            | Prueba              |
| 2022               | Tel Aviv (Israel)  | Medalla de oro     | Equipo              |
| 2022               | Tel Aviv (Israel)  | Medalla de bronce  | Concurso indvidual  |
| 2023               | Bakú (Azerbaiyán)  | Medalla de oro     | Equipo              |
| 2023               | Bakú (Azerbaiyán)  | Medalla de plata   | Pelota              |
| 2023               | Bakú (Azerbaiyán)  | Medalla de bronce  | Cinta               |
| 2023               | Bakú (Azerbaiyán)  | Medalla de bronce  | Concurso individual |
| 2024               | Budapest (Hungría) | Medalla de oro     | Concurso individual |
| 2024               | Budapest (Hungría) | Medalla de oro     | Equipo              |
| 2024               | Budapest (Hungría) | Medalla de plata   | Aro                 |
| 2025               | Tallin (Estonia)   | Medalla de oro     | Aro                 |
| 2025               | Tallin (Estonia)   | Medalla de oro     | Pelota              |
| 2025               | Tallin (Estonia)   | Medalla de oro     | Mazas               |
| 2025               | Tallin (Estonia)   | Medalla de plata   | Concurso individual |